# امپراتور فیوریوسا
امپراتور فیوریوسا (انگلیسی: Imperator Furiosa؛ همچنین فوریوسا) یک شخصیت خیالی از مکس دیوانه: جاده خشم است. او یک کاپیتان جنگی تحت فرماندهی ایمورتان جو/جوِ جاودانه است اما برای آزادی «پنج همسر»، صیغه‌های جو (مشهور به «پرورش‌کنندگان»)، علیه او روی می‌آورد. فیوریوسا در طول سفر خود با مکس راکاتانسکی/مکس دیوانه آشنا می‌شود و آن دو با وجود خصومت اولیه با هم متحد می‌شوند تا پنج همسر را به محیطی امن به نام «مکان سبز» ببرند.
شارلیز ترون در جاده خشم (۲۰۱۵) این شخصیت را برای اولین بار به تصویر کشید. آنیا تیلور-جوی نقش یک فیوریوسای جوان‌تر را در فیلم پیش‌درآمد مستقل فیوریوسا: حماسه مکس دیوانه بازی کرد که در ۲۴ مه ۲۰۲۴ اکران شد.

## تجهیزات

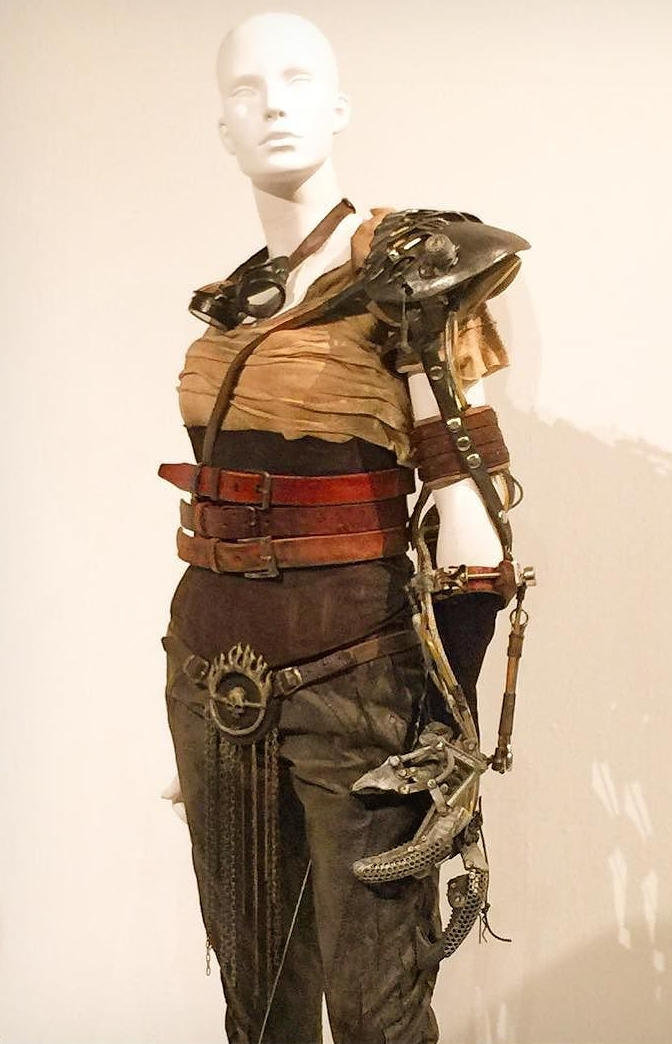
لباس فیوریوسا

فیوریوسا یک بازوی چپ مکانیکی دارد. مکس دیوانه: جاده خشم توضیح نمی‌دهد که فیوریوسا چگونه بازوی خود را از دست داده‌است. فیوریوسا یک ماشین جنگی (War Rig) را رانندگی می‌کند، که یک کامیون سریع و قدرتمند و وسیله نقلیه اصلی است که او، مکس و پنج همسر در تلاش برای فرار از ایمورتان جو و رسیدن به «مکان سبز» از آن استفاده می‌کنند. او همچنین به یک تفنگ دستی و یک اسلحه اتوماتیک مسلح است.

## شخصیت
فیوریوسا یک رهبر با اراده و با اخلاق است و ابتکار عمل را برای نجات «پنج همسر» از دست جو جاودانه بدون توجه به رفاه خود و بدون هیچ گونه تمایلی برای پاداش، به جز رستگاری برعهده می‌گیرد. او قصد دارد همسران را به «مکان سبز» ببرد، اما زمانی که با خویشاوندان خود روبرو می‌شود، به او می‌گویند آن مکان اکنون به باتلاقی کثیف تبدیل‌شده که چیزی بیش از کلاغ و گل ندارد و خاک آن تبدیل به سم شده و هیچ چیز در آنجا رشد نخواهد کرد.
رابطهٔ او با مکس به وی انگیزه می‌دهد که به سیتادل بازگردد و پس از کشتن ایمورتان جو آن را تصاحب کند و به «پنج همسر» و تمام شهروندان پناهگاهی امن بدهد. شارلیز ترون در مصاحبه‌ای فاش کرد که فیوریوسا در ابتدا قرار بود همسر امپراتور باشد، اما نابارور بود: «[من و جرج میلر] در مورد داستان‌های پس‌زمینه صحبت کردیم، در مورد اینکه چگونه سرانجام او بدون دست و دور انداخته شد. او نمی‌توانست زاد و ولد کند و این تنها چیزی بود که برایش خوب بود. او را از این مکان دزدیدند، از این مکان سرسبزی که او می‌خواهد به آنجا برگردد. اما او به نوعی برای چیزی جاسازی شده بود و وقتی نتوانست آن را انجام دهد، دور انداخته شد – اما نمرد. در عوض… او با سربازان جنگی در دنیای مکانیک پنهان شد و آنها تقریباً فراموش کردند که او یک زن است، زیرا او مانند آنها بزرگ شده‌است.»
فیوریوسا به عنوان یک قهرمان اکشن مثبت فمینیستی شناخته شده‌است. کایل اسمیت از نیویورک پست اعلام کرد که فیوریوسا شخصیت اصلی فیلم جاده خشم است نه مکس، و او هم باهوش‌تر و هم سازگارتر از شخصیت هاردی است: «شخصیت ترون سر سخت است، اما او در درجه اول یک راننده است، نه یک رزمی‌کار. این در صحنه ای که مکس سعی می‌کند تعقیب کنندگان آنها را با یک اسلحه بزرگ بیرون بیاورد، معلوم می‌شود که او نشانه‌گیری بهتری دارد اما دلیلش این است که او از سر خود استفاده می‌کند: مکس اشتباه کرد که سعی کرد سلاح را بدون پشتوانه شلیک کند، اما فیوریوسا هوشمندانه از شانه مکس به عنوان سه‌پایه برای تثبیت آن استفاده می‌کند. فیلم وانمود نمی‌کند که فیوریوسا همان قدرت عضلانی مکس و پسران را دارد. اما او زیرک و مدبر است.»
برنت والتر کلین استدلال می‌کند که جنبه‌ای از شخصیت یا شخصیت‌پردازی فیوریوسا که به اندازه فمینیسم او مهم است، اما نادیده گرفته می‌شود، ناتوانی او است: «با توجه به تمایل میلر برای یک «فیلم اکشن فمینیستی»، این که فیوریوسا باید کسی باشد که ایمورتان جو را بکشد، مناسب است. نحوه مرگ ایمورتان جو گویا است و با آنچه فیلم در مورد معلولیت به ما می‌گوید، تطابق دارد. فیوریوسا بازوی فلزی خود را به ماسک تنفسی خود قلاب می‌کند و سپس به‌طور داوطلبانه خود را از شر پروتز خود خلاص می‌کند و نه تنها ماسک ایمورتان جو بلکه صورت او را نیز پاره می‌کند. برای او این چیزها قابل تفکیک نیست. فیوریوسا آسیب خود را آشکار خواهد کرد، اما ایمورتان جو هرگز نمی‌تواند، و حذف او پایان استعاری و واقعی سلطنت او است.»

## بازخورد
شخصیت فیوریوسا مورد تحسین جهانی منتقدان قرار گرفت. فیوریوسا به دلیل اینکه یک قهرمان اکشن زن قوی است و مضامین فمینیستی را به فرانچایز آورده‌است مورد تحسین قرار گرفته‌است. ای.او. اسکات و منولا دارگیس از نیویورک تایمز می‌نویسند که «مکس دیوانه که تاکنون تقریباً ۱۵۰ میلیون دلار در داخل کشور به دست آورده‌است و تقریباً اتفاق نظر منتقدان را به دست آورده‌است، کمتر به قهرمان عنوان خود تعلق دارد تا امپراتور فیوریوسا، انتقام جوی پولادین با بازی شارلیز ترون که مأموریت او آزاد کردن «همسران» برده‌دار شرور و سرسخت است و از گروهی از موتورسواران مو خاکستری کمک‌های مهمی دریافت می‌کند.»
ریچارد روپر برای شیکاگو سان-تایمز نوشت: «مکس اغلب در صندلی مسافری «امپراتور فیوریوسا» می‌نشیند، این یک وسیله نقلیه اکشن با قدرتی زنانه است. مارک ساولوف از آستین کرونیکل نوشته‌است که «فیوریوسا، که بیش از همه به نامش عمل می‌کند، قلب و روح جاده خشم است - بعد از آن همه ماشین‌های مرگ کابوس‌آمیز - و این فمینیست/اومانیست آینده همه چیز را تا دیالوگهای خوب به دست می‌آورد.»